# Болгарські імена
Болгарські імена — особові імена і прізвища, які поширені серед болгар.
Найвпізнаваніша форма імені, як правило, складається з імені та прізвища. Така система у болгар закріпилася в другій половині XX століття. Раніше прізвищем було по батькові, діти іменувалися по батькові, його імені, прізвиську чи одному з інших видів загальнослов'янських іменувань: Іван Петров Колєв — син Петра Колєва, онук Кольо і т. д.

## Ім'я
Сучасні особисті болгарські імена належать різним епохам. Найдавнішими є слов'янські імена, наприклад, Боян, Володимир, Владислав, Драгомир, Радослав, Стоян. У цих імен є короткі форми — Бойко, Владо, Драго, Миро, Радо, Славко, Стойко. Зменшувальні імена можуть офіційно вживатися в якості самостійних, «паспортних» імен.
З розселенням стародавніх слов'ян на Балканах і розширенням їх зв'язків з фракійськими племенами пов'язане часткове запозичення стародавніх фракійських і латинських імен.
З приходом праболгарських племен Аспаруха в слов'яно-болгарських землях з'явилися праболгарські імена.
Після прийняття християнства в 865 році князем Борисом (який отримав ім'я Михайло), його сім'єю і боярами, почалося масове проникнення християнських імен. Найоширенішими серед останніх були грецькі імена, також поширені були давньоєврейські та латинські.
Всупереч багатовіковому османсько-турецькому пануванню і насадженню ісламу споконвічно мусульманські імена у болгар досить рідкісні і зустрічаються, головним чином, у нащадків болгар-помаків і у змішаного населення.
В останні час болгари все частіше запозичують іноземні імена, особливо жіночі.

### Жіночі
Аня, Анелія, Анета, Біляна, Бісера, Благородна, Благовеста, Благуна, Боніслава, Богдана, Борислава, Боряна, Бояна, Бойка, Божидара, Браніміра, Даніела, Дарина, Дениця, Десислава, Діана, Добромира, Олена, Єлисавета, Емілія, Евеліна, Фанія, Габріела, Галя, Гергана, Гінка, Глорія, Грозда, Гроздана, Христина, Ілліана, Йоана, Йорданка, Іванка, Івеліна, Каліна, Катерина, Красимира, Кремена, Крістіна, Людмила, Любов, Майя, Марія, Марина, Маргарита, Маріана, Міла, Мілена, Міра, Моніка, Надя, Надія, Наталя, Неделя, Нелі, Невена, Ніколіна, Ніна, Нора, Огняна, Ольга, Петя, Пламена, Рада, Радіна, Радка, Радослава, Радостина, Раліца, Райна, Рая, Росіца, Роза, Рум'яна, Симона, Станіслава, Сніжана, Станка, Стиляна, Стоянка, Світлана, Таня, Тетяна, Теодора, Тодора, Тодорка, Трендафіла, Цвєта, Цвєтанка, Тудора, Валентина, Василка, Веселіна, Вікторія, Віолета, Володимира, Віра, Яна, Живка, Златка, Зоря.

### Чоловічі
Андрій, Ангел,  Алексі, Анастас, Антон, Асен, Аспарух, Атанас, Благун, Богдан, Богомил, Божидар, Борис, Борислав, Боян, Бойко, Бранімир, Дафо, Даніель, Даниїл, Делян, Десислав, Дімо, Добромир, Драган, Драгомир, Еліан, Генаді, Георгі, Гроздан, Христо, Христофор, Іліан, Йордан, Іван, Іво, Івайло, Калін, Калоян, Кирило, Костадін, Красимир, Крум, Любен, Любомир, Михайло, Мілан, Мілен, Мирослав, Младен, Момчил, Найден, Недельчо, Недялко, Нікола, Огнян, Олександр, Петро, Пламен, Радько, Радомир, Радослав, Райко, Румен, Сабін, Самуїл, Симеон, Спас, Стефан, Станимир, Станіслав, Станко, Стилян, Стоян, Феодосій, Тихомир, Тодор, Цвєтан, Валько, Василь, Венцислав, Веселін, Володимир, Владислав, Ясен, Явор, Здравко, Желязко, Живко, Златан, Златко.